# Championnats du monde d'Ironman 1999
Navigation
Édition précédente Édition suivante
Les championnats du monde d'Ironman 1999 se déroule le 31 octobre 1999 à Kailua-Kona dans l'État d'Hawaï. Ils sont organisés par la World Triathlon Corporation.

## Résultats du championnat du monde

### Hommes
| Pos.     | Temps           | Nom               | Pays       | Détail temps | Détail temps | Détail temps    | Détail temps | Détail temps    |
| Pos.     | Temps           | Nom               | Pays       | Natation     | T1           | Cyclisme        | T2           | Course à pied   |
| -------- | --------------- | ----------------- | ---------- | ------------ | ------------ | --------------- | ------------ | --------------- |
|          | 8 h 17 min 17 s | Luc Van Lierde    | Belgique   | 50 min 38 s  | 1 min 20 s   | 4 h 41 min 26 s | 1 min 07 s   | 2 h 42 min 46 s |
|          | 8 h 22 min 54 s | Peter Reid        | Canada     | 50 min 46 s  | 1 min 08 s   | 4 h 41 min 39 s | 1 min 25 s   | 2 h 47 min 56 s |
|          | 8 h 25 min 42 s | Timothy DeBoom    | États-Unis | 48 min 51 s  | 56 s         | 4 h 42 min 58 s | 1 min 34 s   | 2 h 51 min 23 s |
| 4        | 8 h 27 min 06 s | Christoph Mauch   | Suisse     | 53 min 00 s  | 59 s         | 4 h 39 min 22 s | 1 min 16 s   | 2 h 52 min 29 s |
| 5        | 8 h 27 min 12 s | Olivier Bernhard  | Suisse     | 53 min 38 s  | 1 min 21 s   | 4 h 48 min 44 s | 1 min 32 s   | 2 h 41 min 57 s |
| 6        | 8 h 28 min 49 s | Thomas Hellriegel | Allemagne  | 53 min 07 s  | 1 min 44 s   | 4 h 38 min 38 s | 1 min 17 s   | 2 h 54 min 03 s |
| 7        | 8 h 36 min 34 s | Frank Heldoorn    | Pays-Bas   | 53 min 07 s  | 1 min 02 s   | 4 h 49 min 38 s | 1 min 35 s   | 2 h 51 min 12 s |
| 8        | 8 h 37 min 22 s | Christopher Legh  | Australie  | 50 min 35 s  | 1 min 27 s   | 4 h 48 min 12 s | 1 min 32 s   | 2 h 55 min 36 s |
| 9        | 8 h 38 min 21 s | Christophe Buquet | France     | 56 min 45 s  | 1 min 18 s   | 4 h 45 min 43 s | 1 min 28 s   | 2 h 53 min 07 s |
| 10       | 8 h 39 min 20 s | Peter Sandvang    | Danemark   | 50 min 37 s  | 54 s         | 4 h 40 min 13 s | 1 min 02 s   | 3 h 06 min 34 s |
| Source : |                 |                   |            |              |              |                 |              |                 |

### Femmes
| Pos.     | Temps           | Nom             | Pays       | Détail temps    | Détail temps | Détail temps    | Détail temps | Détail temps    |
| Pos.     | Temps           | Nom             | Pays       | Natation        | T1           | Cyclisme        | T2           | Course à pied   |
| -------- | --------------- | --------------- | ---------- | --------------- | ------------ | --------------- | ------------ | --------------- |
|          | 9 h 13 min 02 s | Lori Bowden     | Canada     | 1 h 02 min 23 s | 1 min 32 s   | 5 h 08 min 30 s | 1 min 21 s   | 2 h 59 min 16 s |
|          | 9 h 20 min 40 s | Karen Smyers    | États-Unis | 53 min 03 s     | 1 min 31 s   | 5 h 15 min 01 s | 1 min 32 s   | 3 h 09 min 33 s |
|          | 9 h 24 min 30 s | Fernanda Keller | Brésil     | 56 min 04 s     | 1 min 04 s   | 5 h 16 min 33 s | 1 min 19 s   | 3 h 09 min 30 s |
| 4        | 9 h 29 min 23 s | Suzanne Nielsen | Danemark   | 53 min 02 s     | 1 min 59 s   | 5 h 16 min 08 s | 1 min 38 s   | 3 h 16 min 36 s |
| 5        | 9 h 34 min 41 s | Beth Zinkand    | États-Unis | 54 min 48 s     | 1 min 03 s   | 5 h 13 min 50 s | 1 min 18 s   | 3 h 23 min 42 s |
| 6        | 9 h 36 min 39 s | Joanna Zeiger   | États-Unis | 50 min 33 s     | 1 min 23 s   | 5 h 29 min 52 s | 2 min 17 s   | 3 h 12 min 34 s |
| 7        | 9 h 38 min 49 s | Louise Davoren  | Australie  | 1 h 00 min 24 s | 2 min 35 s   | 5 h 14 min 46 s | 1 min 35 s   | 3 h 19 min 29 s |
| 8        | 9 h 40 min 39 s | Heather Fuhr    | Canada     | 58 min 31 s     | 1 min 17 s   | 5 h 27 min 52 s | 1 min 57 s   | 3 h 11 min 02 s |
| 9        | 9 h 40 min 49 s | Joanne King     | Australie  | 53 min 13 s     | 1 min 27 s   | 5 h 25 min 21 s | 2 min 29 s   | 3 h 18 min 19 s |
| 10       | 9 h 42 min 09 s | Sian Welch      | États-Unis | 53 min 17 s     | 1 min 31 s   | 5 h 25 min 46 s | 1 min 52 s   | 3 h 19 min 43 s |
| Source : |                 |                 |            |                 |              |                 |              |                 |